# Liste der Bodendenkmale in Ohrum
In der Liste der Bodendenkmale in Ohrum sind die Bodendenkmale der niedersächsischen Gemeinde Ohrum aufgeführt. Die Quelle ist der Denkmalatlas Niedersachsen.
- Diese Liste erhebt keinen Anspruch auf Vollständigkeit.
- Die Angaben ersetzen nicht die rechtsverbindliche Auskunft der zuständigen Denkmalschutzbehörde.
- Es sind nur Daten aus dem Denkmalatlas verarbeitet.
- Der Stand der Liste ist der 8. Juni 2025.

Ohrum im Landkreis Wolfenbüttel

## Allgemein
In den Spalten finden sich folgende Informationen des Bodendenkmales:
| Lage         | geographische Koordinaten                                                           |
| Bezeichnung  | Bezeichnung lt. Denkmalatlas                                                        |
| Beschreibung | Beschreibung lt. Denkmalatlas                                                       |
| ID           | Objekt-ID                                                                           |
| Bild         | Bild, ggf. zusätzlich mit Link zu weiteren Fotos im Medienarchiv Wikimedia Commons. |

## Ohrum
| Lage                        | Bezeichnung         | Beschreibung                                                                                           | ID       | Bild |
| --------------------------- | ------------------- | --- | -------- | ---- |
| 52° 7′ 46″ N, 10° 33′ 14″ O | Ohrum 6, Grenzstein | Inschrift auf N-Seite HB (= Herzogtum Braunschweig); Inschrift auf S-Seite KH (= Königreich Hannover). | 28955372 | BW   |